# Taner Taşkın
Taner Taşkın (* 27. Oktober 1972 in Izmir) ist ein ehemaliger türkischer Fußballspieler und heutiger Trainer.

## Karriere

### Als Spieler

#### Verein
Taşkın begann seine Karriere 1990 bei Mustafakemalpaşaspor und wechselte 1991 zu Manisaspor. Hier kam er zu 21 Einsätzen, bevor er 1992 zu Gençlerbirliği Ankara ging. Dort spielte er insgesamt sieben Jahre und bestritt 164 Spiele. Anschließend spielte er bei Mobellaspor, 2001 wechselte er zum zweiten Mal zu Manisaspor, wo er auf 70 Einsätze kam und das einzige Tor seiner Profikarriere erzielte. 2003 wurde er für kurze Zeit an Çorumspor verliehen; 2004 spielte er nochmal bei Mustafakemalpaşaspor, bevor er 2005 seine Karriere beendete.

#### Nationalmannschaft
1992 wurde er als 20-Jähriger vom damaligen U-21-Nationaltrainer Fatih Terim in den Kader der Türkischen U-21-Nationalmannschaft nominiert und absolvierte für diese in zwei Jahren sieben Spiele.
Anlässlich der Mittelmeerspiele 1993 wurde er in den Kader der Olympiaauswahl der Türkei, die ebenfalls Terim betreute, berufen. In diesem Turnier gewann Taşkın mit seinem Team die Goldmedaille. Während dieses Turniers absolvierte er alle Spiele seiner Mannschaft.

### Als Trainer
Seine Trainerkarriere begann Taşkın 2007 bei Turgutluspor, 2009 wechselte er zu Menemen Belediyespor und trainierte den Verein fünf Jahre lang. Taşkın führte den Verein in der Saison 2013/14 zum Aufstieg von der TFF 3. Lig in die TFF 2. Lig. Die Ligaphase beendete der Verein als Tabellenfünfter und qualifizierte sich damit für die Play-off-Runde. Dort setzte sich die Mannschaft mit 1:0 gegen Yeni Diyarbakırspor durch und stieg nach 13 Jahren wieder in die TFF 2. Lig auf.
Im Oktober 2014 gab Taşkın überraschend seinen Rücktritt bei Menemen bekannt und wechselte knapp eine Woche später zu Manisaspor, um den kurz zuvor entlassenen Tahir Karapınar zu ersetzen. Er unterschrieb einen Zweijahresvertrag. Nachdem dieser Verein im Sommer 2015 den Klassenerhalt in der TFF 1. Lig verfehlte und die nächste Saison in der TFF 2. Lig spielen musste, blieb Barut bei Manisaspor. In der 2. Lig wurde er mit seinem Verein Drittligameister und erreichte den direkten Wiederaufstieg. Trotz dieses Erfolges mit Manisaspor verließ er den Verein zum Sommer 2016.

## Erfolge

### Als Spieler
Mit Gençlerbirliği Ankara
- TSYD-Ankara-Pokalsieger: 1992/93, 1993/94, 1997/98

Mit der Olympischen Auswahl der Türkei
- Goldmedaillengewinner bei den Mittelmeerspiele: 1993

### Als Trainer
Mit Menemen Belediyespor
- Play-off-Sieger der TFF 3. Lig und Aufstieg in die TFF 2. Lig: TFF 3. Lig 2013/14

Mit Manisaspor
- Meister der TFF 2. Lig und Aufstieg in die TFF 1. Lig: 2015/16